# Facultad de Ciencias Económicas (UNAL Bogotá)
La Facultad de Ciencias Económicas (FCE) es una de las once facultades de la Universidad Nacional de Colombia en la sede Ciudad Universitaria de Bogotá. Cuenta con tres programas curriculares de pregrado: Administración de empresas, con acreditación de alta calidad por 6 años hasta el 2023 concedida por el Consejo Nacional de Acreditación; Contaduría pública, acreditada por 6 años hasta el 2018 y Economía, con acreditación por 6 años hasta el 2013 y en proceso de renovación de la acreditación. Los programas de posgrado ofrecidos por la Facultad son cuatro: Maestría en Administración, Maestría en Ciencias Económicas, Maestría en Contabilidad y Finanzas y Doctorado en Ciencias Económicas. Con el apoyo de otras unidades académicas, la facultad creó dos posgrados en institutos interfacultades: la Maestría en Estudios Políticos y la Maestría en Medio Ambiente y Desarrollo.
La Facultad se caracteriza por promover la investigación vinculando los trabajos universitarios a la realidad de Colombia. Con el propósito de construir bases sólidas en los proyectos investigativos de la academia, la facultad constituyó el Centro de Investigaciones para el Desarrollo fundado por el profesor y economista Lauchlin Currie en 1966. Los objetivos de la facultad están orientados por tres actividades misionales.
- Formar administradores, contadores y economistas de excelente nivel, que contribuyan en su desempeño profesional al desarrollo económico y social del país.
- Adelantar investigaciones teóricas y empíricas que permitan establecer diagnósticos sobre la realidad nacional e internacional, a partir de los cuales sea posible formular propuestas de cambio en la dirección de superar los grandes problemas del desarrollo.
- Ofrecer a la comunidad programas de extensión universitaria que respondan a las expectativas que la sociedad fija sobre la institución para atender sus necesidades de formación y solución de problemas económicos y sociales.

## Historia

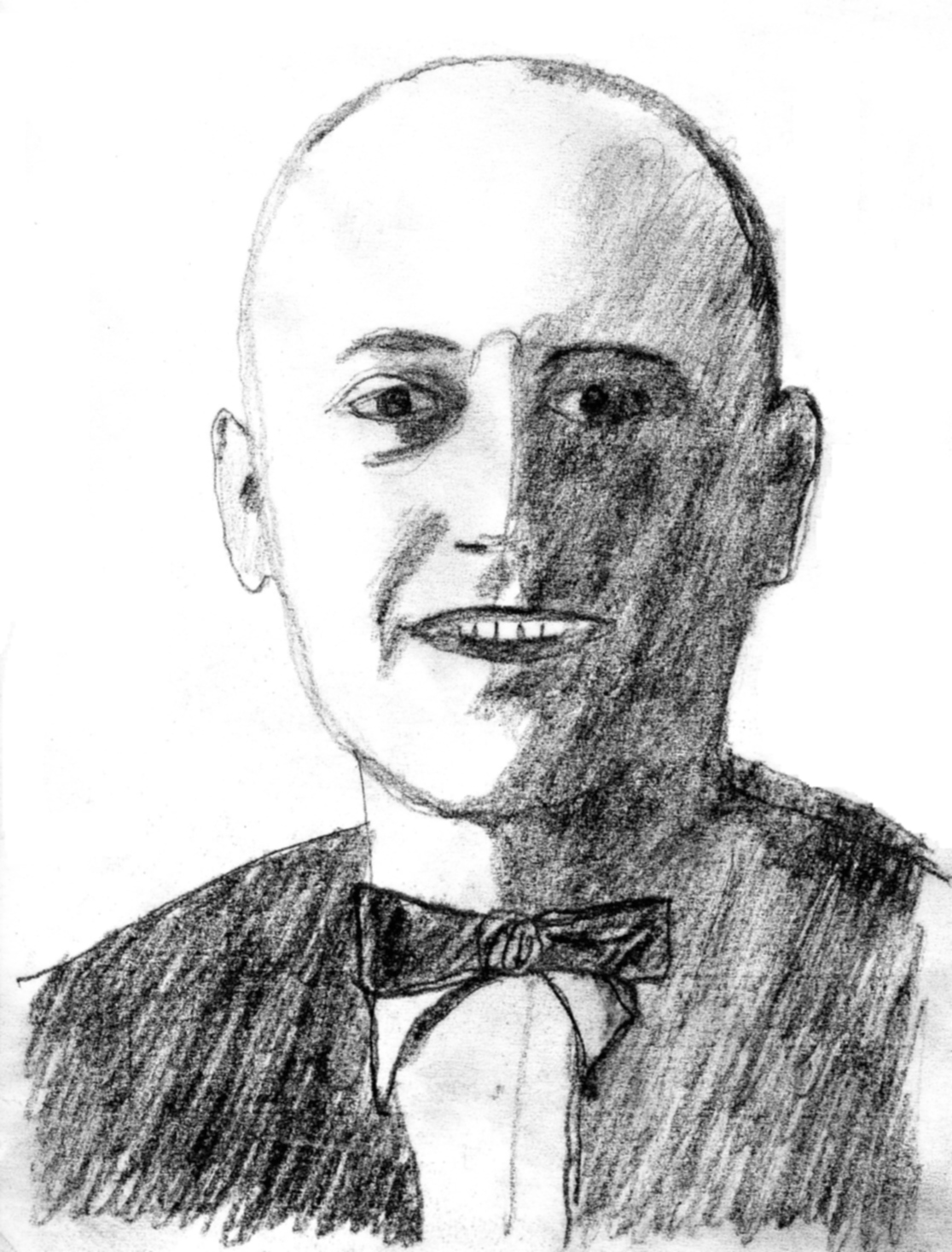
Fernando Martínez Sanabria, arquitecto del edificio 310 de la Facultad de Ciencias Económicas.

La Facultad se estableció el 22 de enero de 1952, al independizarse de la Facultad de Derecho y Ciencias Políticas, concluyendo el proceso que se venía gestando desde 1945 cuando se constituyó con el nombre de Instituto de Ciencias Económicas, dirigido por el profesor Antonio García Nossa. El nombre adquirido fue Facultad de Economía, que cambia en 1960 a Facultad de Ciencias Económicas, desde entonces orientada a tres áreas de trabajo: Economía Pública, Economía Privada y Estadística Pública.
En 1961 ocupó su sede en el edificio 310, diseñado por el arquitecto Fernando Martínez Sanabria, considerado Patrimonio arquitectónico de la nación desde 1990.
Los programas de pregrado de Administración de Empresas y Contaduría se constituyeron en 1965, conformando las carreras disciplinares, junto a la ya existente Economía. En 1966 se creó el Centro de Investigaciones para el Desarrollo, CID, dirigido por el profesor y Economista Lauchlin Currie. Esta Institución investigativa realizó el primer estudio sobre el desarrollo urbano de Bogotá y construyó alternativas para la transformación de la economía colombiana y eventualmente enfocada en el desarrollo latinoamericano. En el mismo año se adelantó la Reforma Patiuna, en virtud de la cual los Departamentos de Economía, Administración y Contaduría se integraron a la Facultad de Ciencias Humanas. En 1978 los departamentos se formaron de nuevo en la Facultad de Ciencias Económicas que pretendía unión académica y administrativa con autonomía. Este impulso tuvo sus efectos para dar origen en 1980 a la Maestría de Economía bajo la dirección del profesor Leonidas Mora.
En 1979, bajo la dirección del profesor Jesús Antonio Bejarano Ávila, se publicó el primer número de la revista Cuadernos de Economía. Actualmente, esta revista se caracteriza por su alta calidad científica y es ampliamente reconocida por medio académico nacional y latinoamericano, además de ser la revista de economía entre las universidades de Colombia con mayor valoración del , portal internacional de indicadores de revistas y publicaciones, y es también la publicación de economía, econometría y finanzas con mayor número de artículos en el país.
El CID es reabierto como centro especializado en estudios económicos en 1985, luego de haber dejado de funcionar unos años antes. Al mismo tiempo se construyó la Unidad de Sistemas de la facultad con el objetivo de vincular aplicaciones informáticas a la investigación. Un año después se presentó una reforma organizacional en los tres departamentos que adquirieron los siguientes nombres: Gestión empresarial, Finanzas y Teoría y política Económica. En 1990 se formalizó la creación del Programa en Educación Continua, PEC, y se creó la Unidad de Informática de la facultad, desde entonces permite a la comunidad académica el acceso a este tipo de servicios y hace que la Facultad de Ciencias Económicas sea la primera de la Universidad en acceder ampliamente a internet. Un año después se funda la Revista Innovar, adscrita a los departamentos de Finanzas y de Gestión Empresarial, actualmente la más prestigiosa a nivel nacional y con reconocimiento internacional, al ser la revista de negocios, administración y contaduría con mayor impacto e influencia del país y con mayor número de publicaciones, y es la mejor valorada en la categoría de ciencias sociales a nivel nacional según el portal internacional.
En 1996 se formalizó la creación del Doctorado en Ciencias Económicas y en 1997 se constituyó la Maestría en Administración. Desde 1999 empezó a funcionar la Maestría en Desarrollo y Medio Ambiente, con el concurso del Instituto de Estudios Ambientales (IDEA), la Facultad de Ciencias Económicas, la Facultad de Derecho y Ciencias Políticas y la Facultad de Ciencias. En el año 2000 se inauguró el edificio 311 de Ciencias Económicas, diseñado por el arquitecto Gonzalo Vidal. Desde el 2001 la facultad se constituye en dos Escuelas académicas: la de Economía y la de Administración y Contaduría Pública.
El Ministerio de Educación acreditó en el 2008 los tres pregrados de la facultad. Ese mismo año se inició la recuperación arquitectónica del edificio 310 y se creó el Fondo de Investigación de la Facultad "Jesús Antonio Bejarano", en honor del profesor y primer director de los Cuadernos de Economía. En 2009 se inauguró la Oficina de Relaciones Internacionales (ORI) de la facultad, con el propósito de internacionalizar estudiantes y aumentar las oportunidades de movilidad académica. También se dio inicio a la línea de investigación en Gestión y Organizaciones del Doctorado en Ciencias Económicas, que complementa las líneas alternas de Economía pública, Economía del desarrollo y de Teoría y Pensamiento económico.
En 2010 se formó el Centro Editorial de la facultad con el propósito de fortalecer las publicaciones de profesores y estudiantes de pregrado y posgrado de la Facultad. En 2012 se realizó la primera convocatoria a la Maestría en Contaduría y Finanzas y se inauguró la Cátedra Currie en honor del fundador del CID.

## Programas académicos

### Pregrado
La Facultad ofrece los siguientes tres pregrados.
| Pregrado                   | Departamento                                   | Coordinador(a) del programa    | Duración (semestres) | Créditos académicos | Vigencia de acreditación (CNA) | Título otorgado              |
| -------------------------- | ---------------------------------------------- | ------------------------------ | -------------------- | ------------------- | ------------------------------ | ---------------------------- |
| Administración de Empresas | Escuela de Administración y Contaduría Pública | Edison Jair Duque Oliva        | 10                   | 164                 | 6 años (hasta 2023)            | Administrador(a) de Empresas |
| Contaduría Pública         | Escuela de Administración y Contaduría Pública | Germán Eduardo Espinosa Flores | 10                   | 167                 | 6 años (hasta 2018)            | Contador(a) Público(a)       |
| Economía                   | Escuela de Economía                            | Germán Octavio Prieto Delgado  | 9                    | 151                 | 6 años (hasta 2013)            | Economista                   |

#### Administración de Empresas
Su propósito es formar un profesional integral, con capacidad para desempeñarse en cargos de nivel gerencial en las diferentes áreas de la gestión y liderar procesos de cambio en cualquier tipo de organización, ya sea dirigiendo su propia empresa o participando en el emprendimiento de otras, con un alto sentido de responsabilidad social.
Los objetivos que pretende la carrera están esencialmente orientados a lograr que los estudiantes dispongan de los conceptos e instrumentos tanto cualitativos como cuantitativos, aplicables a las diferentes áreas organizacionales con el fin de mejorar los procesos de toma de decisiones en el ámbito de la gerencia. El Administrador de Empresas de la Universidad Nacional de Colombia es un ciudadano con formación en la gestión y las organizaciones, enfoque interdisciplinario e investigativo, capacidad analítica, liderazgo y visión holística, lo cual le permite comprender el contexto regional y global para contribuir a la consolidación del tejido empresarial y del proyecto nación. Identifica problemas organizacionales, propone alternativas de solución con alto sentido ético, crítico y social que apoyen la toma de decisiones tácticas y estratégicas en las organizaciones.

##### Plan de estudios
El plan de estudios de la carrera está compuesto por 164 créditos académicos distribuidos en tres componentes: fundamentación, disciplinar y libre elección. El componente de fundamentación exige 57 créditos distribuidos en cinco distintas agrupaciones: fundamentos en ciencias económicas que incluye informática aplicada para la gestión de datos e información, microeconomía, macroeconomía y fundamentos de administración, economía y contabilidad financiera; la agrupación contenido cuantitativo que introduce cálculo diferencial, probabilidad y estadística fundamental y analítica de negocios I; la agrupación formación básica universitaria reúne asignaturas como habilidades comunicativas en ciencias de gestión, matemáticas financieras, instituciones político-constitucionales y analítica de negocios II; fundamentos de finanzas incluye la asignatura de igual nombre (fundamentos de finanzas) y además fundamentos de contabilidad de gestión, y la agrupación fundamentos de gestión exige cursar teoría organizacional I.
El componente de formación disciplinar o profesional del plan de estudios está compuesto por 74 créditos (de los cuales se requiere la aprobación de 65) asignados en diez agrupaciones: Optativas interdisciplinares - profesionales, gestión, finanzas, mercados, recursos humanos, gestión de las operaciones, derecho, sistemas de información, gestión de proyectos y emprendimiento. La agrupación optativas interdisciplinares - profesionales comprende distintas asignaturas para cursar según los intereses individuales de los estudiantes, entre ellas: auditoría financiera I y II, control interno, gestión publica, historia del pensamiento económico, macroeconomía II, fundamentos de teoría económica ambiental, trade marketing, neuromarketing y decisión del consumidor, juego gerencial avanzado, etc. La agrupación gestión incluye teoría organizacional II, internacionalización de la empresa y estrategia; finanzas avanzadas, fundamentos de mercadeo y estrategia de mercadeo corresponden a las agrupaciones finanzas y mercados, respectivamente. Recursos humanos exige cursar gestión de recursos humanos y comportamiento organizacional, la agrupación gestión de las operaciones, incluye dos materias de igual nombre divididas en dos niveles (I y II), a derecho se le asignaron las materias derecho de las relaciones laborales y derecho comercial, general y de sociedades, en la agrupación sistemas de información se encuentran sistemas de información gerencial y aplicaciones empresariales, a gestión de proyectos únicamente hace parte diseño, gestión y evaluación de proyectos, a emprendimiento corresponde emprendimiento enfocado en la generación de valor. Luego se encuentra "trabajo de grado" para el cual se cursa trabajo de grado y trabajo de grado - asignaturas de posgrado, tiene cuatro modalidades: pasantía, monografía (tesis), exámenes preparatorios que evalúan la suficiencia profesional del estudiante o si lo desea, adelantar estudios de posgrado.
En el componente de libre elección se exigen 33 créditos (20% del total del plan de estudios), los mismos pueden ser cursados en materias de toda la universidad a elección del estudiante como su nombre lo indica.
La revista científica Innovar, a cargo de este pregrado, es la publicación periódica más prestigiosa de administración en Colombia, se encuentra en la lista internacional de publicaciones del reconocido proveedor Cambridge Scientific Abstracts, está indexada en la biblioteca electrónica latinoamericana SciELO y en la Red de Revistas Científicas de América Latina y el Caribe, España y Portugal, Redalyc. Además, Innovar es considera según el ranking impulsado por Scopus, la revista científica de administración y negocios más reconocida, influyente y de mayor impacto en el país y con mayor número de publicaciones anuales, y también la más importante en ciencias sociales. Entre los países de Latinoamérica es la publicación científica que tiene el mayor puntaje en contabilidad, es la número uno en mercadotecnia (marketing), la segunda mejor en estrategia empresarial, la tercera en administración pública y la sexta en sociología y ciencia política, lo que la convierte en la fuente de administración de empresas con mejor reputación en Colombia y de las más prestigiosas en el idioma español.
Según los datos del reconocido portal internacional de indicadores, que funciona con datos de Scopus, las posiciones de la revista Innovar en los diferentes ranking son las siguientes.
| Posicionamiento en listas        | Posicionamiento en listas | Posicionamiento en listas | Posicionamiento en listas | Posicionamiento en listas | Posicionamiento en listas     | Posicionamiento en listas               | Posicionamiento en listas |
| Lista                            | Categoría                 | Categoría                 | Categoría                 | Categoría                 | Categoría                     | Área                                    |                           |
| Lista                            | Mercadotecnia (marketing) | Contabilidad              | Estrategia empresarial    | Administración pública    | Sociología y Ciencia política | Negocios, Administración y Contabilidad |                           |
| -------------------------------- | ------------------------- | ------------------------- | ------------------------- | ------------------------- | ----------------------------- | --------------------------------------- | ------------------------- |
| Nivel nacional                   | 1                         | 1                         | 1                         | 1                         | 1                             | 1                                       |                           |
| Países de idioma oficial español | 1                         | 1                         | 2                         | 2                         | 4                             | 6                                       |                           |
| Latinoamérica                    | 1                         | 1                         | 2                         | 3                         | 6                             | 5                                       |                           |
| Nivel internacional              | 79                        | 88                        | 136                       | 40                        | 341                           | 646                                     |                           |
| Fuente                           | [ 31 ]                    | [ 30 ]                    | [ 32 ]                    | [ 33 ]                    | [ 34 ]                        | [ 36 ]                                  |                           |

### Posgrado
La facultad ofrece los siguientes seis pregrados.
| Posgrado                                | Facultades encargadas                                                                           | Coordinador(a) del programa      | Duración (semestres) | Créditos académicos | Título otorgado                         |
| --------------------------------------- | ----------------------------------------------------------------------------------------------- | -------------------------------- | -------------------- | ------------------- | --------------------------------------- |
| Maestría en Administración              | Ciencias Económicas                                                                             | Luis Alejandro Rodríguez Ramírez | 4                    | 60                  | Magíster en Administración              |
| Maestría en Ciencias Económicas         | Ciencias Económicas                                                                             | Olga Lucía Manrique Chaparro     | 4                    | 54                  | Magíster en Ciencias Económicas         |
| Maestría en Contabilidad y Finanzas     | Ciencias Económicas                                                                             | Germán Guerrero Chaparro         | 4                    | 60                  | Magíster en Contabilidad y Finanzas     |
| Maestría en Estudios Políticos          | Ciencias Económicas e Instituto de Estudios Políticos y Relaciones Internacionales              | María Teresa Pinto               | 4                    | 63                  | Magíster en Estudios Políticos          |
| Maestría en Medio Ambiente y Desarrollo | Ciencias Económicas, Derecho, Ciencias Políticas y Sociales e Instituto de Estudios Ambientales | María del Rosario Rojas Robles   | 4                    | 64                  | Magíster en Medio Ambiente y Desarrollo |
| Doctorado en Ciencias Económicas        | Ciencias Económicas                                                                             | Nancy Milena Hoyos Gómez         | 6                    | 150                 | Doctor(a) en Ciencias Económicas        |

### Programas de intercambio
La Facultad cuenta con su propia oficina de relaciones internacionales e interinstitucionales, ORI-FCE, constituida en el 2009 por iniciativa del entonces decano, el profesor Jorge Iván Bula Escobar, quien impulsó una convocatoria abierta en los medios de comunicación. A partir de ese momento la ORI apoya a la internacionalización de la Facultad y orienta a la comunidad académica sobre la
movilidad nacional e internacional con instituciones de educación superior del país y del exterior. Desde su inicio hasta el 2012, la ORI ha beneficiado a 175 estudiantes de la Universidad Nacional de Colombia y 169 que provienen de universidad de Alemania, Francia y Estados Unidos, entre otros países, han ingresado a la facultad. Cuenta con convenios vigentes con universidades latinoalericanas y europeas.

## Investigación
El Centro de Investigaciones para el Desarrollo, CID, funciona como la unidad de investigación, extensión y divulgación de la Facultad de Ciencias Económicas, de la Universidad Nacional de Colombia, sede Bogotá.
Su creación en 1966 fue iniciativa del economista Lauchlin Currie con el objetivo de fomentar, coordinar y vincular el trabajo de la Universidad a la transformación y el progreso de la sociedad colombiana.
En 2022 fue reconocido por el Ministerio de Ciencia, Tecnología e Innovación como un centro de investigación.

## Publicaciones
- Revista Cuadernos de Economía: revista especializada en teoría y política económica, fundada en 1979, desde 2013 se publica semestralmente.
- Revista Innovar: revista especializada en ciencias administrativas, fundada en 1991, desde 2009 se publica trimestralmente.
- Documentos de Investigación del CID: publica manuscritos académicos originales de estudiantes de maestría y doctorado, así como de docentes y de investigadores de la FCE.
- Econografos: publica manuscritos académicos originales de estudiantes de pregrado de la FCE, que estén avalados por algún profesor de la Facultad.